# Vive Parence
Die Vive Parence ist ein Fluss in Frankreich, der im Département Sarthe in der Region Pays de la Loire verläuft. Sie entspringt im Gemeindegebiet von Bonnétable und entwässert generell in südwestlicher Richtung. Sie nimmt von rechts ihren Schwesternfluss Morte Parence auf, gerät in ihrem Unterlauf in das Verkehrsdreieck der Autobahnen A11 und A28 und mündet nach rund 24 Kilometern nordöstlich von Le Mans, im Gemeindegebiet von Yvré-l’Évêque, als rechter Nebenfluss in die Huisne.

## Orte am Fluss
(Reihenfolge in Fließrichtung)
- Torcé-en-Vallée
- Sillé-le-Philippe
- Savigné-l’Évêque